# Осіни (гміна Ходель)
Осіни (пол. Osiny) — село в Польщі, у гміні Ходель Опольського повіту Люблінського воєводства.
Населення — 187 осіб (2011).
У 1975-1998 роках село належало до Люблінського воєводства.

## Демографія
Демографічна структура станом на 31 березня 2011 року:
|          | Загалом | Допрацездатний вік | Працездатний вік | Постпрацездатний вік |
| -------- | ------- | ------------------ | ---------------- | -------------------- |
| Чоловіки | 93      | 15                 | 69               | 9                    |
| Жінки    | 94      | 19                 | 56               | 19                   |
| Разом    | 187     | 34                 | 125              | 28                   |